# Вичулкі (Венґровський повіт)
Вичулкі (пол. Wyczółki) — село в Польщі, у гміні Вежбно Венґровського повіту Мазовецького воєводства.
Населення — 66 осіб (2011).
У 1975—1998 роках село належало до Седлецького воєводства.

## Демографія
Демографічна структура станом на 31 березня 2011 року:
|          | Загалом | Допрацездатний вік | Працездатний вік | Постпрацездатний вік |
| -------- | ------- | ------------------ | ---------------- | -------------------- |
| Чоловіки | 38      | 10                 | 23               | 5                    |
| Жінки    | 28      | 3                  | 15               | 10                   |
| Разом    | 66      | 13                 | 38               | 15                   |